# 藤原盛隆
藤原 盛隆（ふじわら の もりたか）は、平安時代末期の貴族。一時的に時光に改名するが盛隆に復した。藤原北家勧修寺流、権中納言・藤原顕時の子。官位は正四位下・修理権大夫。

## 経歴
修理亮や近衛天皇の六位蔵人を経て、従五位下に叙爵し、仁平4年（1154年）甲斐守に任官する。保元2年（1157年）従五位上に叙せられ、 保元3年（1158年）後白河院が院政を開始すると、判官代を務めた。
その後、後白河院判官代を務める一方で、仁安元年（1166年）木工頭、仁安2年（1167年）右衛門権佐、嘉応2年（1170年）左衛門権佐を歴任するが、承安3年（1173年）解官された。のち、官界に復帰して、治承3年（1179年）には春宮・言仁親王の春宮権大進にも任ぜられている。また、この頃に時光に改名するが白河院の院宣により元の盛隆に復した。
治承4年（1180年）言仁親王が践祚（安徳天皇）すると刑部少輔に遷る。のち、修理権大夫を務め、位階は正四位下に至った。

## 官歴
- 時期不詳：正六位上
- 久安6年（1150年） 12月22日：修理亮[2]
- 仁平元年（1151年） 正月27日：見六位蔵人[3]
- 時期不詳：従五位下
- 仁平4年（1154年） 正月23日：甲斐守[4]
- 保元2年（1157年） 10月22日：従五位上[4]
- 永暦2年（1161年） 2月26日：見後白河院判官代[5]
- 応保2年（1162年） 正月27日：去守?[6]
- 仁安元年（1166年） 10月10日：木工頭、止守、見正五位下[7]
- 仁安2年（1167年） 8月1日：右衛門権佐、検非違使宣旨[4]
- 嘉応2年（1170年） 7月26日：左衛門権佐?[8]
- 承安3年（1173年） 8月18日：停権佐[9]
- 時期不詳：盛隆から時光に改名
- 治承3年（1179年） 11月18日：春宮権大進（春宮・言仁親王）[9]
- 時期不詳：時光から盛隆に改名
- 治承4年（1180年） 3月4日：刑部少輔、元東宮権大進、見正五位下[7][10]
- 時期不詳：修理権大夫
- 文治5年（1189年） 正月18日：正四位下、見修理権大夫

## 系譜
『尊卑分脈』による。
- 父：藤原顕時
- 母：藤原信輔の娘
- 妻：不詳
  - 男子：藤原時長